# Liverpool-John Lennon repülőtér
A Liverpool-John Lennon repülőtér (IATA: LPL, ICAO: EGGP) nemzetközi repülőtér, az Egyesült Királyság Liverpool városának és egyben Északnyugat-Angliának repülőtere. Korábbi nevei Speke Airport és RAF Speke voltak, a repülőtér a Mersey torkolata közelében a város központjától mintegy 12 km-re délnyugatra fekszik.
Az utóbbi években Európa egyik leggyorsabban fejlődő repülőtere volt, a repülőteret igénybe vevő utasok száma az 1998-as 875 000-ről 2007-re 5,47 millióra növekedett. A növekedés 2007-ben 10,2%-os volt. 2007 májusában, a repülőtér történetében először, egyetlen hónap alatt 500 000 utas vette igénybe a repülőteret. Az Egyesült Királyság Polgári Repülésügyi Hivatalának (CAA) statisztikája szerint a növekedés némileg lecsökkent, a 2008 júliusával zárult 12 hónap alatt 2,5% volt a növekedés.
A Liverpool-John Lennon repülőtér a brit repülési hatóságoktól kapott engedélye alapján, mind utasszállító, mind oktató gépek indítására és érkeztetésére jogosult.

## Története

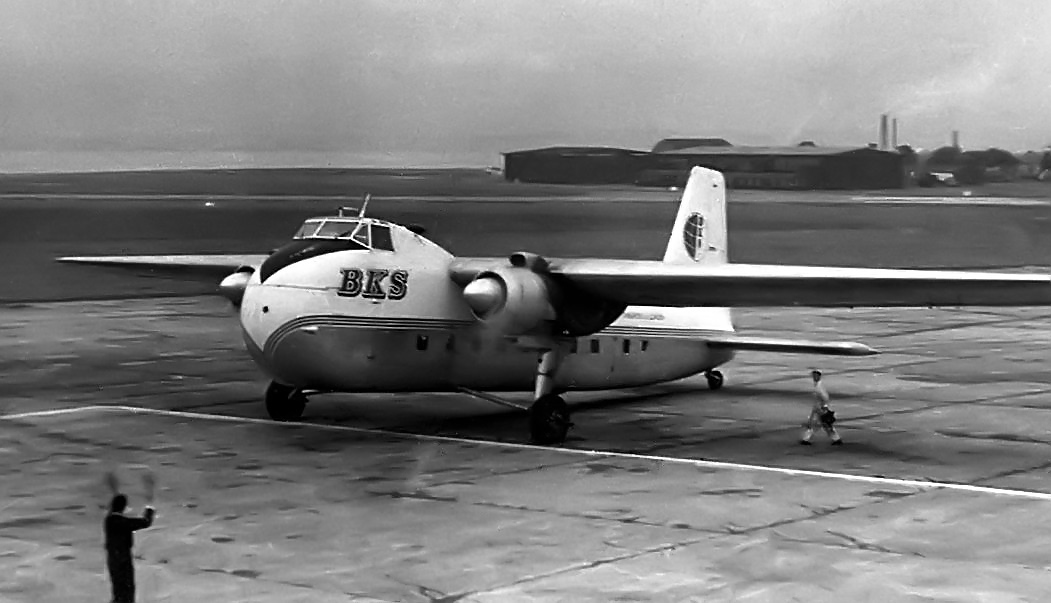
Egy Bristol teherszállító Liverpool repülőterén 1961-ben

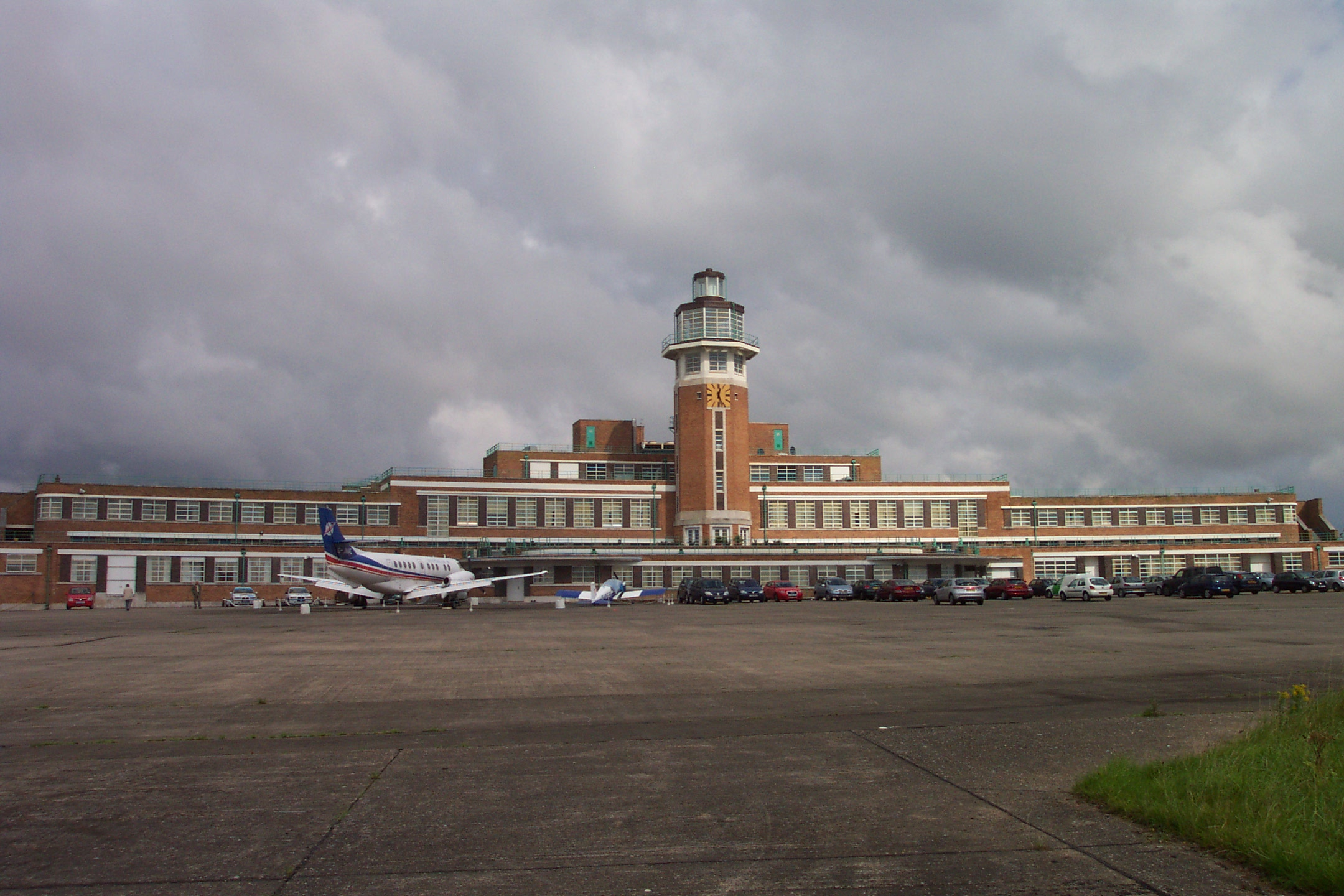
Az 1930 és 1986 között használt korábbi terminálépület, mely ma szállodaként működik. Az épület nem tartozik a repülőtérhez, a korábbi előtéren ma muzeális gépek állnak.

A Speke-repülőtér, melyet részben a korábbi Speke-birtok egy részén építettek 1930-ban indított először repülőjáratot. A repülőtérről az első menetrendszerű járatot az Imperial Airways üzemeltette, a manchesteri Barton Airport érintésével a londoni Croydon Airportra. Hivatalosan azonban csak 1933 nyarán nyitották meg. Az 1930-as évek végére egyre növekvő igény mutatkozott az Ír-tengert átszelő repülőjáratokra, ezért új utasforgalmi terminált, irányítótornyot és két nagy méretű repülőgéphangárt építettek.
A második világháború alatt a repülőtér üzemeltetését a Brit Királyi Légierő vette át, ebben az időben RAF Speke-ként ismerték. A Rootes járműgyár számos bombázót gyártott itt, többek között Bristol Blenheimeket és 1070 darab Handley Page Halifaxet. A Lockheed Aircraft Corporation több típus összeszerelését is végezte, köztük Lockheed Hudson és Mustang típusokat. A repülőgépeket az Amerikai Egyesült Államokból szállították a liverpooli kikötőbe.
A Speke Airport volt a tanúja az angliai légicsata, de valószínűleg a történelem leggyorsabban véget érő légi összecsapásának. A repülőszázad parancsnoka Denys Gillam éppen csak felszállt Hawker Hurricane gépével a Speke Airportról, amikor egy német Junkers 88 keresztezte útját. Miközben futóművét még éppen csak elkezdte behúzni, lelőtte az ellenséges gépet.
A háború után a polgári repülések folytatódtak, az utasok száma az 1945-ös 50 000-ről 1948-ra 75 000-re nőtt, a repülőtér forgalma nagyobb volt, mint a manchesterié. Tulajdonosának, a Repülésügyi Minisztériumnak szerepe azonban hátráltató hatású volt, a repülőtér fejlődése lelassult, és 1949-re Manchester átvette a vezetést, emiatt a repülőtér elvesztette az északnyugati repülőterek számára rendelkezésre álló egyetlen földi irányítású megközelítő radart, mely még tovább gátolta a működését.
Liverpool városa 1961. január 1-jén vette át a repülőteret, és fejlesztési ütemtervet állapított meg. 1966-ban a meglévő leszállópályától délkeletre egy új, 2286 méteres futópályát adtak át. Az új kifutóval a repülőtér a nap 24 órájában üzemelhet. A repülőtér irányítása az 1970-es évek közepén a Liverpooli Városi Tanácstól átkerült a Merseyside-megyei tanácshoz, majd tíz évvel később Merseyside öt tanácsához. 1986-ban átadták az új utasterminált, melyet az eredeti, 1930-ban épült terminál bezárása követett.
Az 1930-as évek eredeti terminálépülete, mely oly sokszor volt látható a korabeli televíziós híradásokban, amint Beatles-rajongók százai töltik meg, csaknem egy évtizeden át üresen állt, miután szerepét 1986-ban az új terminálépület vette át. Az utóbbi időben azonban, megőrizve art deco stílusát, felújították és jelenleg szállodaként üzemel.
A repülőteret 1990-ben privatizálták, a British Aerospace 76%-os tulajdonrészt szerzett benne. Ezt követően a repülőtér a Peel Holdings Ltd 100%-os leányvállalata lett. 2000-ben egy 42,5 millió angol fontos modern utasterminál építése kezdődött, mely a korábbi terminál méretét és kapacitását megháromszorozta, az átadás 2002-ben volt. Azóta is történtek további kiegészítések. A repülőtér stratégiája az olcsó, „fapados” légitársaságokkal való együttműködés,  ezért a terminál elrendezése olyan, hogy az utasok a kapuktól maguk mehessenek a repülőgépekhez.
A célállomások között szinte egész Európa városai szerepelnek.
2002-ben a repülőtér új nevet kapott. A város szülötte, a Beatles alapítója tiszteletére, 22 évvel John Lennon halála után a repülőtér felvette a zenész nevét. Az indulási csarnokban John Lennon 2,1 m magas szobra fogadja az utazókat. A mennyezeten Lennon Imagine (képzeld el) című dalának egy sora látható: „Above us, only sky” (felettünk már csak az ég van).

## Statisztikai adatok
| 1997                                                       | 689 468   | 28 521 |
| 1998                                                       | 873 172   | 28 585 |
| 1999                                                       | 1 304 959 | 27 064 |
| 2000                                                       | 1 982 711 | 32 442 |
| 2001                                                       | 2 253 398 | 30 510 |
| 2002                                                       | 2 835 871 | 32 764 |
| 2003                                                       | 3 177 009 | 38 760 |
| 2004                                                       | 3 353 350 | 39 736 |
| 2005                                                       | 4 411 243 | 49 341 |
| 2006                                                       | 4 963 886 | 47 792 |
| 2007                                                       | 5 468 510 | 45 772 |
| Forrás: Az Egyesült Királyság Polgári Repülésügyi Hivatala |           |        |

## A futópályák felújítása
2006 szeptemberében kezdődött a fő kifutó felújítása. A kifutót 1966-ban nyitotta meg Fülöp, Edinburgh hercege (a királynő férje), és ez volt az eső alkalom, hogy felújításra került. A pálya felújítása mellett sor kerül a 40 éves leszállófény-rendszer felújítására is, a repülőtér ILS Category III műszeres leszállítórendszert kap.

## Légitársaságok és úticélok
2024-ben a Liverpool-John Lennon repülőtérről az alábbi járatok indulnak:
| Légitársaság | Célállomások |
| ------------ | --- |
| Aer Lingus   | Dublin |
| Aurigny      | Szezonális: Guernsey |
| Dan Air      | Bacău |
| easyJet      | Alicante, Amszterdam, Antalya, Barcelona, Belfast–City, Belfast–International, Enfidha, Faro, Hurghada, Isle of Man, Jersey, Lanzarote, Larnaca, Málaga, Palma de Mallorca, Párizs-Charles de Gaulle repülőtér, Tenerife–South Szezonális: Bodrum, Corfu, Dalaman, Genf, Heraklion, İzmir, Kos, Lyon, Nizza, Salzburg |
| Jet2.com     | Alicante, Antalya, Fuerteventura, Funchal, Gran Canaria, Lanzarote, Málaga, Paphos, Tenerife–South Szezonális: Bodrum (kezdődik 2024 május 1-től), Burgas (kezdődik 2024 május 2-től), Corfu (kezdődik 2024 május 3-tól), Dalaman, Faro, Heraklion (kezdődik 2024 május 3-tól), Ibiza (kezdődik 2024 május 3-tól), Kos (kezdődik 2024 május 3-tól), Krakkó (kezdődik 2024 november 29-től), Malta (kezdődik 1 April 2025), Menorca (kezdődik 2024 május 5-től), Palma de Mallorca, Prága (kezdődik 2024 november 29-től), Reus (kezdődik 4 May 2025), Rhodes (kezdődik 2024 május 2-től), Zakynthos (kezdődik 2024 május 1-től) |
| Loganair     | Isle of Man |
| Play         | Szezonális: Reykjavík–Keflavík |
| Ryanair      | Alicante, Barcelona, Bergamo, Cork, Dublin, Faro, Kaunas, Knock, Košice, Krakkó, Madrid, Málaga, Malta, Paphos, Poznań, Róma–Ciampino, Shannon, Szófia, Stockholm–Arlanda, Szczecin, Tenerife–South, Wrocław Szezonális: Bergerac, Corfu, Fuerteventura, Ibiza, Lanzarote, Palma de Mallorca, Porto, Reus, Rovaniemi, Varsó–Modlin, Zadar |
| Widerøe      | Bergen |
| Wizz Air     | Bukarest–Otopeni, Budapest, Gdańsk, Iași, Katowice, Varsó–Chopin |

## Egyéb szolgáltatások
- Liverpool Repülőiskola
- Ravenair (charter és repülésoktatás)

## Megközelíthetőség
Közúton a repülőtér könnyen elérhető az M53, M56, M57 és M62 autópályákon. A repülőtéren tartós parkolási lehetőség van a 2008 októberében átadott 769 férőhelyes parkolóban.
A repülőtérnek nincs közvetlen vasúti összeköttetése. A legközelebbi vasútállomásra rendszeres buszjáratok üzemelnek.
A repülőteret Liverpool központjával és a környező településekkel a nap 24 órájában üzemelő buszjáratok kötik össze.